# 近藤和美
近藤 和美（こんどう かずみ、1978年9月2日 - ）は、日本の元レースクイーンであり、女性モデル、タレントである。

## 略歴
1978年、山梨県生まれ。特技は料理（和食）とスノーボード。好きな食べ物は焼肉で、人なつっこい性格であると自称している。
2000年よりレースクイーンとして、全日本GT選手権（SUPERGTの前身）『FK Massimo』（2000年）、フォーミュラ・ニッポン『森永 NOVA』（2001年）、全日本GT選手権『RAYBRIG』（2002年 -2004年）の各チームに在籍した。

また、2005年には、レースクイーンの篠崎ゆき、菅谷はつ乃、吉川ひとみ、真崎麻衣、白川きみよとともに6人組ユニット 『Waku-P』を結成し、合同のイベントなどを始めた。このユニットの活動は、2009年12月をもって終了した。
さらに、サントリー発泡酒のキャンペーンガールを務めたほか、女優として、複数のカラオケ映像や、映画 『キューティーガール 美少女ボウラー危機一発』（監督・及川中、2003年）にも出演した。2005年、2006年にはD1グランプリのイメージガールも務めたほか、自動車関係のビデオにアシスタントとして出演した。
近年ではあまりタレント活動を行なっていないが、2013年3月16日にはモデル撮影会に出演したほか、レースクイーン時代の古巣であるRAYBRIG関係のイベントにも、OGとして参加している。

## 作品

### 映像作品
- Se-女!（2004年11月、GPミュージアムソフト）

## 出演

### 舞台
- Chance!?（2002年9月20日 - 22日、東京/天王洲スフィアメックス）[11]

### CM
- ロッテリア、ロッテシェーキ[1]
- エイベックス、エイベックス サイバートランス[1]

## 出版物

### 写真集
- QUEENS7（2000年9月、ケイエスエス）
- 超なまレースクィーン2（2000年12月、ワニマガジン社）
- 宣言（2003年1月、モッツ出版）
- 渋谷LOOP（2005年8月、ぶんか社）

### ビデオ・DVD
- ミレニアムレースクィーン cute（2000年7月、ポニーキャニオン）
- Delicious Capricious＆mor（2002年11月、徳間ジャパン）
- K-1 GIRLS 2002（2003年1月、ポニーキャニオン）
- under ground（2003年5月、コムアラ）
- ENAMORADA（2003年8月、バウハウス）
- a・s・a・p（2003年9月、イーネットフロンティア）
- レースクイーンの女神たち2003 Vo.10（2003年12月、SME・インターメディア）
- レースクィーン・アイドル Vol.2（2004年2月、コム・アライアンス）
- Sensitive（2004年8月、セブンエイト）
- Se-女! Vol.23（2004年11月、ジーピーミュージアム）
- ミルク（2005年7月、ぶんか社）
- バニラ（2005年12月、ぶんか社）
- あっぶねぇ!（2006年6月、ジーオーティ）
- ジュース（2006年12月、ぶんか社）